# Wanderer (bateau)
Pour les articles homonymes, voir Wanderer.
Le Wanderer était un navire américain, connu pour son rôle dans la contrebande d'esclaves et son rôle pendant la Guerre de Sécession.

## Description
Le Wanderer est une goélette qui fut construite en 1857 dans un chantier naval à Long Island, New York. Il a été conçu comme un bateau de plaisance et construit pour la vitesse (20 nœuds (37 km/h)), pour le colonel John Johnson.
Le navire fut vendu au capitaine William C. Corrie de Charleston, en Caroline du Sud.

## Transport illégal d’esclaves (1858)
Corrie s’associa avec l'homme d'affaires et planteur de coton Charles Augustus Lafayette Lamar et un groupe d'investissement, qui complotèrent pour importer illégalement des personnes africaines réduites en esclavage, malgré l’interdiction de la traite des noirs dans l'atlantique vers les États-Unis depuis 1808.
Le Wanderer était l'avant-dernier navire (avant le Clotilda en 1860) documenté à transporter une cargaison illégale de personnes d'Afrique depuis le Congo vers les États-Unis. Il arriva à l'Île de Jekyll, en Géorgie, le 28 novembre 1858, après six semaines de voyage sous le commandement du capitaine Corrie, avec à son bord plus de 400 personnes. Les responsables n’ont pas été condamnés ce qui a suscité une grande indignation dans le Nord.

## Bateau de guerre: USS Wanderer
Pendant la guerre de Sécession, les forces de l'Union ont repris le navire et l'ont utilisé pour divers rôles militaires dont le blocus naval des États confédérés d'Amérique. Il a été désaffecté en 1865, converti à un usage marchand et perdu au large de Cuba en 1871.

## Postérité
En novembre 2008, le Jekyll Island Museum (en) a dévoilé une exposition consacrée aux Africains réduits en esclavage sur le Wanderer. Ce mois-là a également marqué le dévoilement d'une sculpture commémorative dans le sud de l'île de Jekyll dédiée aux esclaves qui y ont été débarqués.